# تپه علی‌یورد
تپه علی‌یورد (در گویش محلی: علی‌یورد تپه‌سی) مربوط به عصر برنز - عصر آهن - سده‌های اولیه و میانه دوران‌های تاریخی پس از اسلام است و در بخش مرکزی شهرستان ابهر و شهر صائین قلعه، واقع شده و این اثر در تاریخ ۱۲ دی ۱۳۸۶ با شمارهٔ ثبت ۲۰۴۵۱ به‌عنوان یکی از آثار ملی ایران به ثبت رسیده است.